# MY MBC (강원권)
MY MBC는 강원특별자치도를 가시청권으로 하는 지상파DMB 방송국으로, 2007년 12월 21일에 개국하였다. 춘천문화방송이 주사업자이며, 원주문화방송, MBC강원영동과 공동으로 운영하고 있다.

## 연혁
- 2007년 12월 21일 : 강원권 지상파DMB방송국 MY MBC 개국 (대룡산 송신소 - 춘천문화방송, 괘방산 송신소 - 강릉문화방송)
- 2008년 9월 30일 : 백운산 송신소 개국 (원주문화방송)
- 2010년 8월 1일 : 임대채널 QBS+ 송출 중단
- 2014년 8월 4일 : 춘천MBC FM4U 수중계
- 2014년 8월 14일 : CJ오쇼핑 추가 송출
- 2014년 8월 26일 : GS SHOP 추가 송출
- 2015년 6월 15일 : MY MBC 강원 DMB 라디오 송출 중단.
- 2018년 11월 1일 : GS SHOP 송출 중단
- 2022년 12월 1일 : CJ온스타일 송출 중단.
- 2023년 10월 24일 : MY MBC 강원 DMB TV가 SD HD로 송출.
- 2024년 12월 31일 : DMB 자체 편성 중지 예정.
- 2025년 미상 : 화질 보정.

## 채널 구성
| 조합명 | 채널명       | 송출 형식         | 운영 방식 |
| ------ | ------------ | ----------------- | --------- |
| MY MBC | MY MBC SD HD | 비디오 채널 (DMB) | 자체      |
| MY MBC | MY MBC DATA  | 데이터 채널       | 자체      |

### 비디오 채널
- MY MBC

춘천문화방송이 운영하는 채널이다.2023년 10월 24일 부터 SD HD를 송출중이다.2024년 12월 31일에 DMB 자체 편성 중지와 2025년 1윌 1일 부터 춘천 MBC TV가 전송 된다.

### 데이터 채널
- MY MBC DATA

부가 데이터 서비스, 교통정보, 웹서비스 등 다양한 데이터 서비스를 제공하는 채널이다.
- DMB Drive

내비게이션에서 제공되는 TPEG 서비스이다.

## 방송 송출 시설망
- 호출부호 : HLAN-TDMB

| 송신소        | 주파수 | 출력 | 송신소 위치                         |
| ------------- | ------ | ---- | ----------------------------------- |
| 대룡산 송신소 | CH 13B | 2㎾  | 강원 춘천시 동내면 고은리 산1-2     |
| 대암산 중계소 | CH 13B | 500W | 강원 인제군 서화면 서흥리 산170     |
| 백운산 송신소 | CH 13B | 2㎾  | 강원 원주시 판부면 서곡리 산166     |
| 태기산 중계소 | CH 13B | 2㎾  | 강원 횡성군 둔내면 태기리 산1-5     |
| 양양 중계소   | CH 13B | 90W  | 강원 양양군 손양면 상왕도리 산158-4 |
| 괘방산 송신소 | CH 13B | 2㎾  | 강원 강릉시 강동면 정동진리 산19-1  |
| 초록봉 송신소 | CH 13B | 90W  | 강원 동해시 비천동 산5-1            |
| 호산 중계소   | CH 13B | 20W  | 강원 삼척시 원덕읍 호산리 산49-1    |
| 함백산 중계소 | CH 13B | 2㎾  | 강원 영월군 상동읍 구래리 산1-35    |

## 관련 보기
- 대한민국의 지상파DMB
- U-KBS
- G1방송 DMB